# Rufus (escriptor)
Rufus (llatí: Rufus, grec antic: Ῥοῦφος) fou un escriptor grec, autor d'una obra sobre música en tres llibres que tractaven de l'origen de la tragèdia i la comèdia.
Sòpater va conservar una part considerable de l'obra, que esmenta Foci i és inclosa a la Bibliotheca Graeca de Fabricius.